# Lijst van burgemeesters van Oudewater
Dit is een lijst van burgemeesters van de Nederlandse gemeente Oudewater in de provincie Utrecht.
| Ambtsperiode  | Naam burgemeester                    | Partij of stroming | Bijzonderheden                                  |
| ------------- | ------------------------------------ | ------------------ | ----------------------------------------------- |
| (1795) - 1833 | Johannes Justus Montijn (1769-1833)  |                    |                                                 |
| 1833 - 1856   | Adriaan Maarten Montijn              |                    | zoon van zijn voorganger                        |
| 1856 - 1902   | Rijnardus William Haentjens Dekker   |                    |                                                 |
| 1902 - 1914   | Arend Ludolf Wichers                 |                    |                                                 |
| 1915 - 1942   | Jacob Martinus van Doorninck         |                    |                                                 |
| 1942 - 1945   | Z.H. de Vries                        | NSB                |                                                 |
| 1945? - 1948  | Jacob Martinus van Doorninck         |                    |                                                 |
| 1948 - 1948   | A.M. Nieuwenhuizen                   |                    | Waarnemend, tevens burgemeester van Schoonhoven |
| 1948 - 1960   | H.F. Arke                            | KVP                |                                                 |
| 1960 - 1968   | Henk (H.J.M.) Bosma                  | KVP                | later burgemeester van Noordwijkerhout          |
| 1968 - 1982   | Niek (N.W.M.) Mooyman                | KVP                |                                                 |
| 1982 - 1987   | Jan (J.) Smit                        | CDA                | later burgemeester van Losser                   |
| 1987 - 1995   | Jan (J.A.) Oosterhoff                | CDA                |                                                 |
| 1995 - 2012   | Marianne (M.C.A.A.) Ruigrok-Verreijt | PvdA               |                                                 |
| 2012 - 2019   | Pieter (P.) Verhoeve                 | SGP                |                                                 |
| 2019 - 2020   | Wim (W.G.) Groeneweg                 | CDA                | waarnemend                                      |
| 2020 - heden  | Danny (D.C.) de Vries                | CDA                |                                                 |